# لوحة مذبح أودي
لوحة مذبح أودي أو بشكل أدق لوحة مذبح ديلي أودي، هي لوحة تصور تتويج العذراء رسمها المعلم الإيطالي في عصر النهضة رافائيل بين عامي 1502 و1504، لصالح مذبح عائلة أودي في كنيسة سان فرنشيسكو أل براتو في بيروجيا، إيطاليا، وهي الآن محفوظة في المعرض الفني للفاتيكان متاحف الفاتيكان.
تم تكليف عائلة أودي بهذه اللوحة لتزيين مذبح كنيستهم في بيروجيا، لكنها نُقلت إلى باريس عام 1797 لتُعرض في متحف نابليون، ثم أُعيدت إلى إيطاليا عام 1815، ولكن ليس إلى بيروجيا، بل إلى المعرض الفني للفاتيكان.
تم تكليف ليندرا باجليوني، أرملة سيمون ديجلي أودي، بتصميم المذبح. وفي بيروجيا، كانت هناك عدة فروع لعائلة أودي، بما في ذلك عائلة ديجلي أودي، لكن المصادر الإنجليزية غالبًا ما تتغاضى عن هذا التفصيل، بما في ذلك النسخة الإنجليزية لموقع متاحف الفاتيكان على الإنترنت.

## تتويج العذراء
تجري أحداث اللوحة في مشهدين مترابطين، أحدهما سماوي والآخر أرضي. في القسم العلوي، تُصوِّر اللوحة تتويج العذراء، حيث يقوم المسيح بتتويج مريم، بينما يعزف الملائكة الموسيقى. أما في القسم السفلي، فيجتمع الرسل حول القبر الفارغ لمريم، التي رُفِع جسدها إلى السماء دون أن يفسد. يُمسك القديس توما بالحزام الذي أسقطته مريم له كدليل على انتقالها إلى السماء، فيما يرفع القديسون أنظارهم إلى هذا المشهد السماوي.

## البريدلا
تتكون اللوحة (39 × 190 سم) من ثلاث لوحات بقياس 27 × 50 سم، تعرض مشاهد من حياة العذراء: البشارة، عبادة المجوس ، تقديم العذراء في الهيكل. 
|         |              |                            |
| البشارة | عبادة المجوس | Presentation at the Temple |

## روابط خارجية
- المذبح واللوحة المزخرفة في بيناكوثيكا الفاتيكان.
- المذبح والجزء الأيسر والأوسط والأيمن من المقدمة في معرض الويب للفنون.